# Sålldräll
Sålldräll (sållväv) är en vävteknik där inslagen flotterar över eller under vanligen fyra varptrådar i tuskaftsbindning. Effekten blir ett rutmönster som påminner om ett såll.